# Comuni della Russia
Nell'ordinamento giuridico della Federazione Russa, una formazione municipale (in russo муниципа́льное образова́ние?, municipál'noe obrazovánie), altresì detta municipalità, comune o consiglio comunale (in russo городской сове́т?, gorodskoj sovét, spesso abbreviato in горсовет, gorsovet), è un ente locale territoriale autonomo, comprendente una o più località abitate, anche aventi il titolo di città, la cui amministrazione è svolta direttamente dalla popolazione, oppure attraverso organi elettivi di autogoverno locale.
Da maggio 2019, la legislazione federale prevede la possibilità di creare otto tipi di formazioni municipali (alcune subordinate ad altre), che possono essere istituite, modificate o abolite attraverso leggi sub-federali, ossia emanate dalle singole entità costituenti della Federazione.
Il più grande comune della Russia è per estensione il distretto municipale di Tajmyr Dolgano-Nenec, mentre in termini di popolazione è il circondario urbano di Novosibirsk.

## Quadro normativo
In accordo all'articolo 2 della legge federale del 6 ottobre 2003, n. 131-FZ, l'ordinamento della Federazione Russa prevedeva in passato cinque tipi di comuni: l'insediamento rurale, l'insediamento urbano, il distretto municipale, il circondario urbano ed il territorio intraurbano di una città di rilevanza federale.
La legge federale del 27 maggio 2014, n. 136-FZ, ha successivamente introdotto due nuovi tipi di comuni, il circondario urbano con divisione intraurbana ed il distretto intraurbano, mentre la legge federale del 1º maggio 2019, n. 87-FZ, ha infine introdotto il circondario municipale, per la cui formazione è previsto un periodo di transizione fino al 1º gennaio 2025.
In sintesi, tra gli otto tipi di comuni in Russia, due sono enti di prossimità detti insediamenti, e possono essere di tipo rurale o urbano; mentre i restanti cinque tipi, sovraordinati agli insediamenti, sono detti distretti (rajon) oppure circondari (okrug), e godono di maggiore autonomia amministrativa: talvolta possono anche esercitare poteri statali, trasferiti alle autorità locali dalle leggi federali e sub-federali.

## Classificazione
| Tipologia | Descrizione |
| --- | --- |
| insediamento rurale, in russo сельское поселение?, sel'skoe poselenie | insediamento rurale di ridotte dimensioni (villaggio o altra area rurale), dotato di parziale autonomia, sempre subordinato ad un distretto municipale |
| insediamento urbano, in russo городское поселение?, gorodskoe poselenie | insediamento urbano di ridotte dimensioni (cittadina o altra area urbana), dotato di parziale autonomia, sempre subordinato ad un distretto municipale |
| distretto municipale, in russo муниципальный район?, municipal'nyj rajon | insieme di insediamenti rurali e/o urbani limitrofi e territori extraurbani                                                                            |
| circondario municipale, in russo муниципальный округ?, municipal'nyj okrug                                                                                                   | insieme di insediamenti non autonomi limitrofi (di recente istituzione)                                                                                |
| circondario urbano (anche detto distretto urbano), in russo городской округ?, gorodskoj okrug                                                                                | insediamento urbano di grandi dimensioni (città), dotato di completa autonomia, non subordinato ad alcun altro comune                                  |
| circondario urbano con divisione intraurbana, in russo городской округ с внутригородским делением?, gorodskoj okrug s vnutrigorodskim deleniem                               | circondario urbano suddiviso in più distretti intraurbani                                                                                              |
| distretto intraurbano, in russo внутригородской район?, vnutrigorodskoj rajon                                                                                                | suddivisione interna di un circondario urbano con divisione intraurbana                                                                                |
| territorio intraurbano di una città di rilevanza federale, in russo внутригородская территория города федерального значения?, vnutrigodskaja territorija goroda federal'nogo | suddivisione interna di una città di rilevanza federale                                                                                                |
| Legenda cromatica: Insediamento Circondario distrettuale Comune intraurbano                                                                                                  | |
| Note: 1. 2. | |

## Numero
I dati sul numero di comuni nella Federazione Russa sono in continua evoluzione, poiché in molte regioni ci sono trasformazioni nella composizione e nello stato dei comuni.
A partire dal 2019, tutti i distretti municipali delle regioni di Kaliningrad, Magadan, Mosca e Sachalin (e con essi gli insediamenti rurali e urbani che ne facevano parte) sono stati completamente aboliti, con la loro trasformazione in circondari urbani.